# Citadel van Besançon
De Citadel van Besançon (Frans: Citadelle de Besançon) is een 11 hectare grote vesting boven de Franse stad Besançon. De citadel is gebouwd tussen 1668 en 1711. De citadel is gelegen op een van de zeven heuvels die de stad beschermen, namelijk de Mont Saint-Etienne en kijkt uit op het oude gedeelte van de stad, die zich binnen de ossenboog bevindt, waar men zicht heeft op de stad en de omgeving.
Besançon werd in 1668 veroverd door de Fransen op de Spanjaarden, die formeel heerser waren in de Franche-Comté. Op bevel van koning Lodewijk XIV begon de beroemde bouwmeester Sébastien Le Prestre de Vauban met tekenen van plannen voor het aanpassen van de kleine vesting. Maar door het Verdrag van Aken kwam de stad terug in Spaanse handen en werd pas in 1674 definitief veroverd door Frankrijk. De bestaande Spaanse vestingwerken werden vanaf dat jaar door Vauban omgevormd tot de huidige citadel. Om de citadel te bouwen moest de Sint-Stefaanskathedraal of cathédrale Saint-Etienne afgebroken worden. De berg heet nog steeds Mont Saint-Etienne.
De versterking is doorheen de jaren bijzonder goed bewaard gebleven en is vandaag de dag een populaire toeristische attractie. Sinds de citadel in 1958 overgedragen werd aan het stadsbestuur van Besançon zijn delen van de site in gebruik genomen als musea en als dierentuin. Zo is er in het voormalige wapenarsenaal een insectarium ingericht. In 2007 werd een drie meter hoog standbeeld van Vauban van beeldhouwer Pierre Duc onthuld.
In 1942 werd de citadel benoemd tot beschermd historisch monument en sinds 2008 staat de citadel met enkele andere vestingwerken van Vauban op de Werelderfgoedlijst van de UNESCO.